# First Love (album d'Hikaru Utada)
Pour les articles homonymes, voir First Love.
Albums de Hikaru Utada
Distance
(2001)
Albums par Cubic U
Precious
(1998)
Singles
1. Automatic / Time Will Tell
Sortie : 9 décembre 1998
2. Movin' on Without You
Sortie : 17 février 1999
3. First Love
Sortie : 28 avril 1999

First Love est le premier album de Hikaru Utada (sous ce nom). La chanteuse avait en fait déjà sorti un album l'année précédente sous le pseudonyme « Cubic U » : Precious.

## Présentation
L'album sort le 10 mars 1999 au Japon sous le label EMI Music Japan. Il atteint la 1re place du classement des ventes de l'Oricon. Il se vend à 2 026 870 exemplaires la première semaine, et reste classé pendant 85 semaines, pour un total de 7 650 215 exemplaires vendus durant cette période, ce qui en fait l'album le plus vendu de l'histoire au Japon. Avec au total plus de 10 millions d'exemplaires vendus dans le monde, il serait aussi l'album asiatique le plus vendu au monde.
L'album contient dix chansons, un interlude musical, et une version remixée d'un des titres en bonus. Quatre des chansons étaient déjà parues sur les deux singles sortis durant les trois mois précédents : Automatic / Time Will Tell, et Movin' on Without You dont la "face B" est B&C ; cette dernière et Automatic sont cependant remaniées pour l'album. La chanson qui donne son titre au disque, First Love, sortira aussi en single le mois suivant, le 28 avril.
Dans la foulée du succès du disque, le précédent album Precious enregistré en tant que "Cubic U" est ré-édité trois semaines après. Pour célébrer son succès, l'album First Love sort aussi trois mois plus tard le 30 juin au format vinyle en un double album 33 tours contenant en bonus la version remixée de la chanson First Love figurant sur le single homonyme. Le prochain album de la chanteuse, Distance, sortira deux ans après First Love.

## Réception critique
L'album est couvert dans le livre Rock Chronicles Japan Vol. 2 1981-1999, un ouvrage collectif de 50 auteurs de 1999, qui se fixait pour objectif (avec le Vol. 1) de détailler les 333 albums essentiels du rock japonais.
Selon l'édition japonaise du magazine Rolling Stone dans une liste des 100 meilleurs albums de rock japonais parue en 2007, cet album est le 99e meilleur album de rock japonais.

## Liste des titres

### Disque Compact
Toutes les chansons sont écrites et composées par Hikaru Utada.
| 1.    | Automatic -Album Edit- (du single Automatic / Time Will Tell)          | Akira Nishihira, Taka & Speedy, Kei Kawano | 5:28 |
| 2.    | Movin' on Without You (Movin' on without you)                          | Shin'ichiro Murayama                       | 4:38 |
| 3.    | In My Room                                                             | Shin'ichiro Murayama                       | 4:19 |
| 4.    | First Love                                                             | Kei Kawano                                 | 4:17 |
| 5.    | Amai Wana ~ Paint It, Black (甘いワナ ～Paint It, Black)               | Akira Nishihira                            | 5:02 |
| 6.    | Time Will Tell (time will tell) (du single Automatic / Time Will Tell) | Toshiyuki Mori, Jun Isomura                | 5:27 |
| 7.    | Never Let Go                                                           | Kei Kawano                                 | 3:57 |
| 8.    | B&C -Album Version- (du single Movin' on Without You)                  | Akira Nishihira, Taka & Speedy             | 4:20 |
| 9.    | Another Chance                                                         | Akira Nishihira, Taka & Speedy             | 5:22 |
| 10.   | Interlude                                                              | Murayama Shinichiro                        | 0:17 |
| 11.   | Give Me a Reason (Give Me A Reason)                                    | Akira Nishihira                            | 6:27 |
| 12.   | Automatic -Johnny Vicious Remix- (Bonus Track)                         | Akira Nishihira, Taka & Speedy, Kei Kawano | 4:36 |
| 54:17 |                                                                        |                                            |      |

### Vinyle
Side 1
1. Automatic -Album Edit-
2. Movin' on Without You
3. In My Room
4. First Love

Side 2
1. Amai Wana ~ Paint It, Black
2. Time Will Tell
3. Never Let Go

Side 3
1. B&C -Album Version-
2. Another Chance
3. Interlude
4. Give Me a Reason

Side 4 - Remix Side
1. Automatic -Johnny Vicious Remix-
2. First Love -John Luongo Remix-